# Saint-Jean-Saint-Nicolas
Saint-Jean-Saint-Nicolas är en kommun i departementet Hautes-Alpes i regionen Provence-Alpes-Côte d'Azur i sydöstra Frankrike. Kommunen ligger  i kantonen Orcières som ligger i arrondissementet Gap. År 2022 hade Saint-Jean-Saint-Nicolas 1 090 invånare.

## Befolkningsutveckling
Antalet invånare i kommunen Saint-Jean-Saint-Nicolas
Referens:INSEE

## Galleri

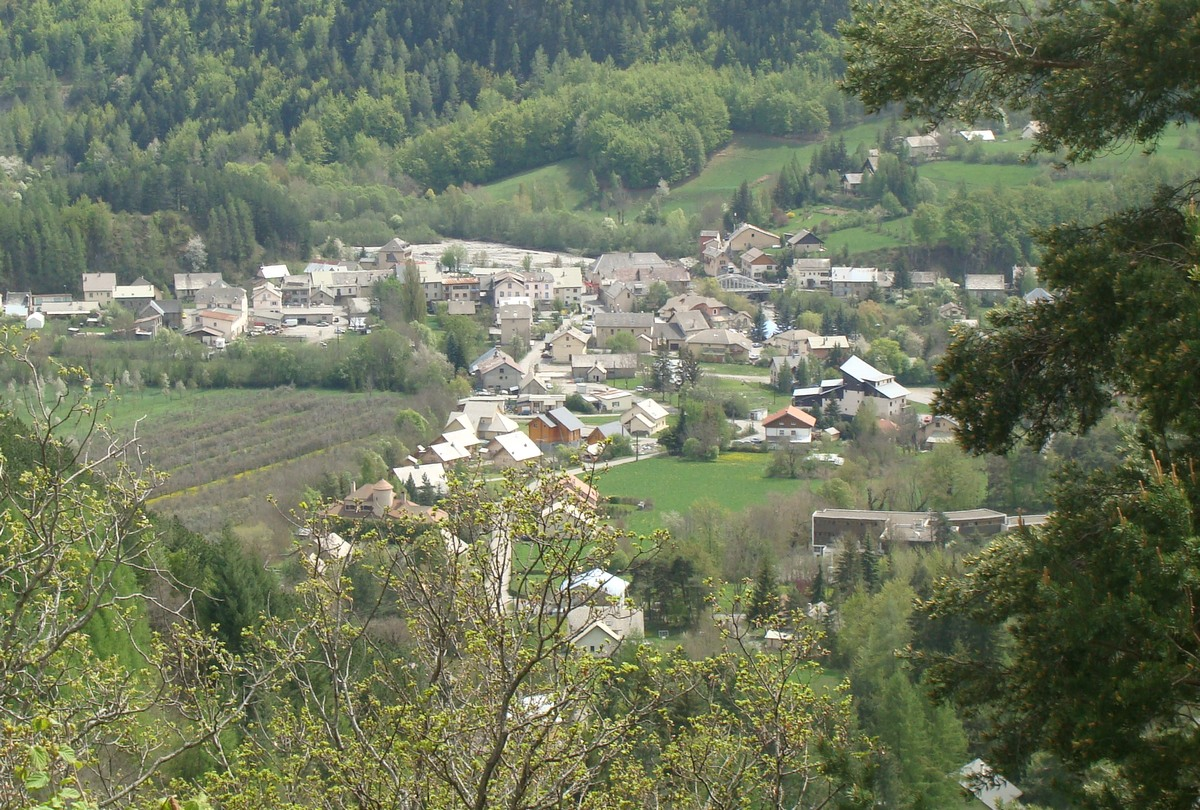
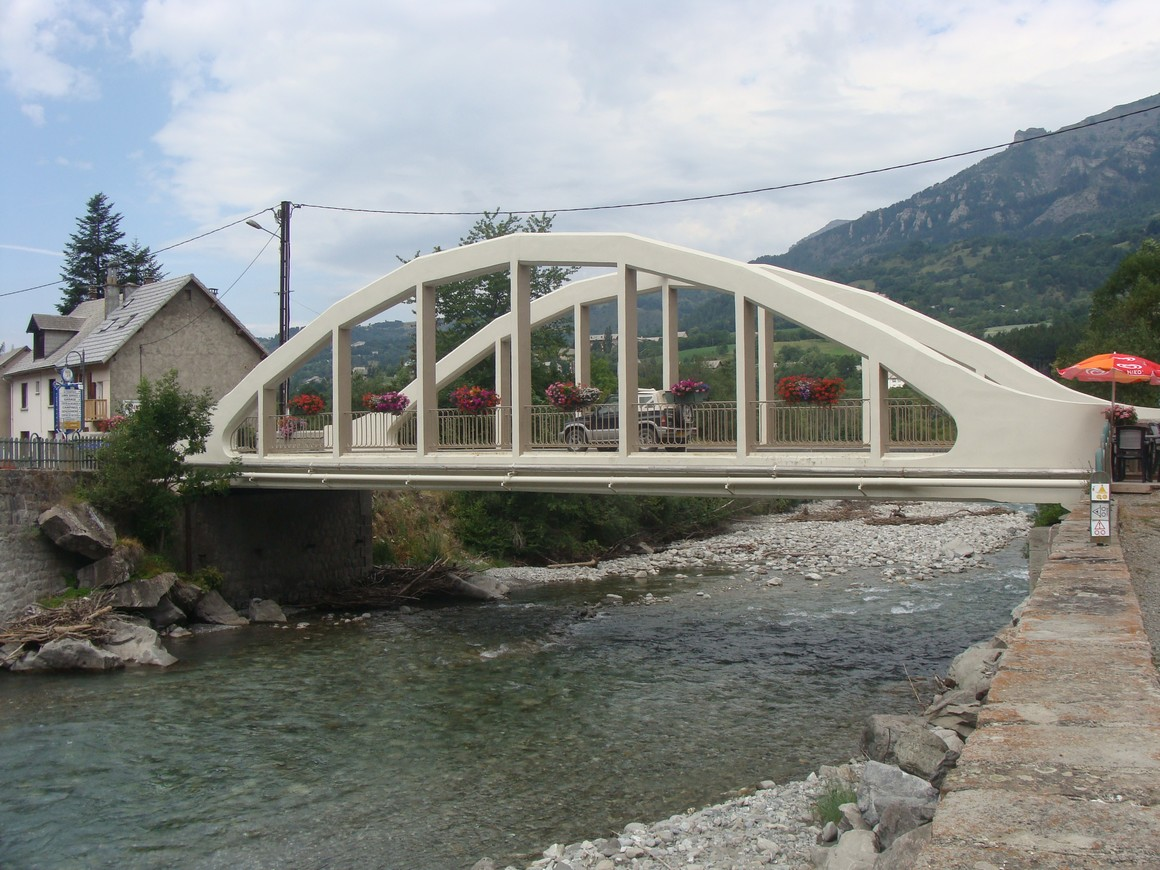
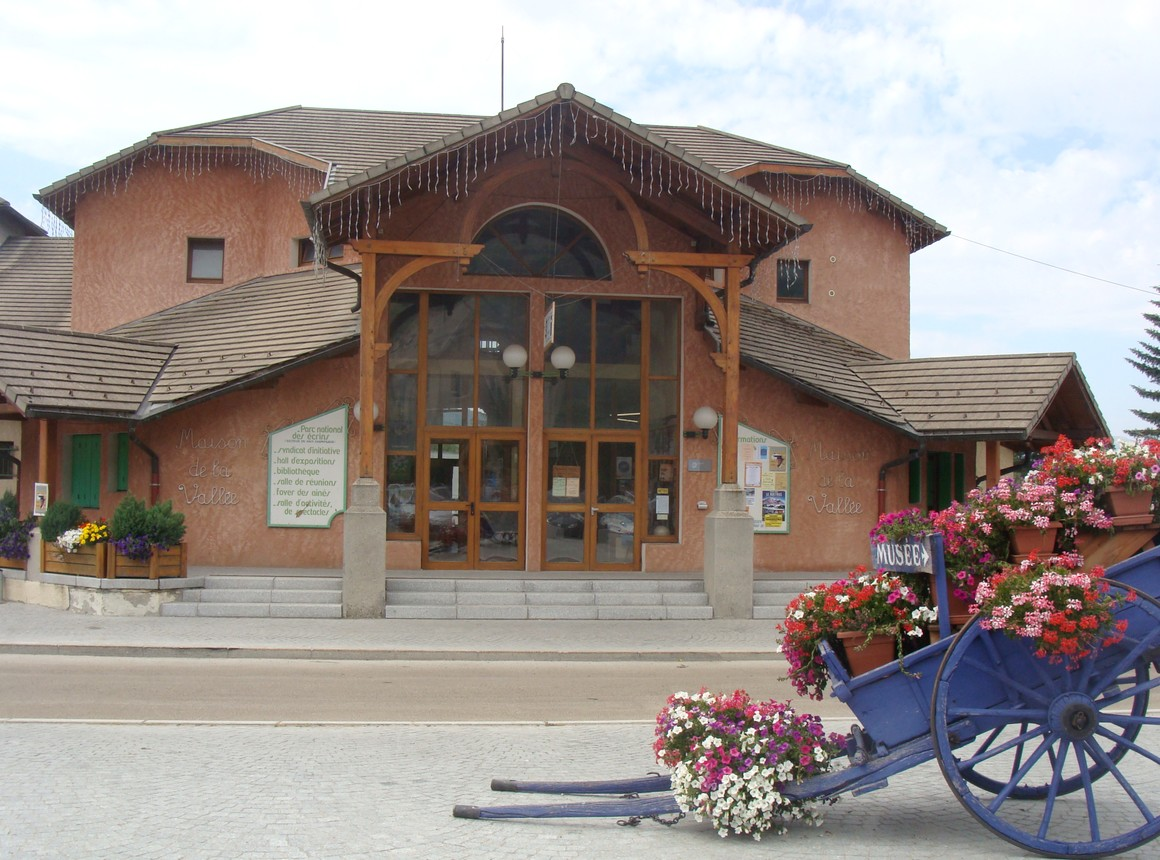
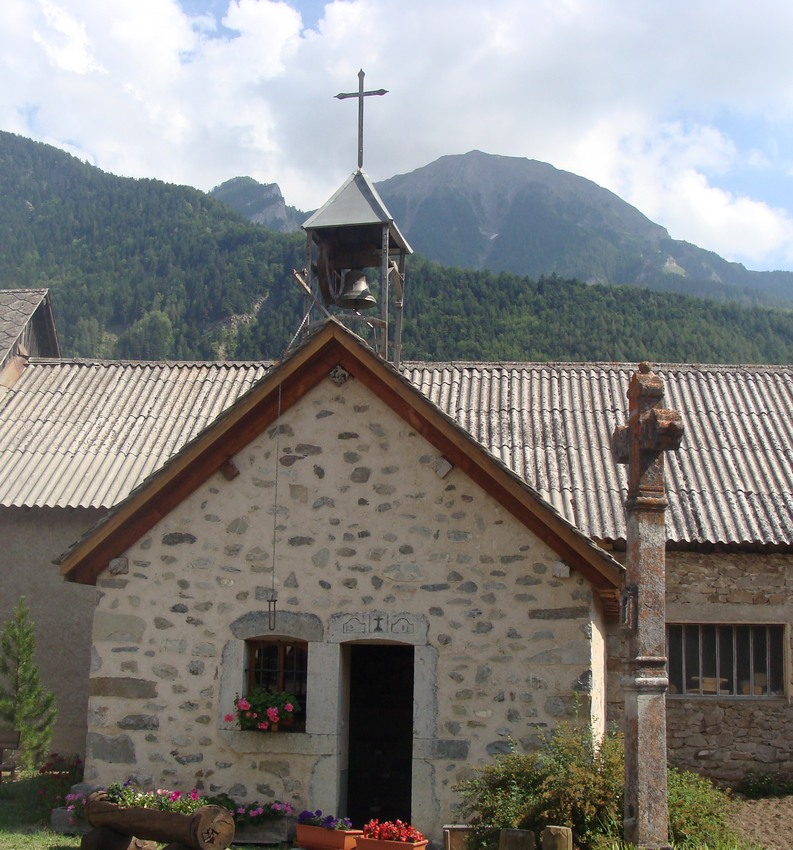
Kapellet Pont-du-Fossé